# Робертсдейл
Робертсдейл (англ. Robertsdale) — город в США, расположенный в южной части штата Алабама, в округе Болдуин. Население — 5 276 человек (2010 год).

## Описание
Город основан в 1921 году.
Около города расположен аэропорт военного назначения Naval Outlying Field Silverhill.

## Демографическая обстановка
По результатам переписи населения в 2010 году в городе насчитывалось 5 276 человек.

## Известные уроженцы и жители
- Тим Кук — генеральный директор Apple Inc.